# 邁尼耶區

30°35′N 2°53′E / 30.583°N 2.883°E
邁尼耶區（阿拉伯语：‎），是阿爾及利亞的行政區，位於該國中部，由蓋爾達耶省負責管轄，首府設於古萊阿，面積49,000平方公里，2005年人口51,383，人口密度每平方公里1人。